# Motywacja osiągnięć
Motywacja osiągnięć – termin psychologiczny, określany jako stan gotowości do podjęcia działań ukierunkowanych na zdobycie, realizację określonego celu. To potrzeba odczuwana wewnętrznie skłania do wyboru kierunku działań obranych za osiągnięcie (cel). Cel, zgodnie z teorią celów (Locke, Latham,1990) leży u podłoża ludzkich działań, wywołuje napięcie, dzięki któremu istoty ludzkie dążą do osiągnięcia założonych postanowień, by owo napięcie zredukować. Gratyfikacją całego procesu jest realizacja zamierzeń, którą możemy nazwać osiągnięciem. Ideą, która jest głównym bodźcem do stymulacji motywacji osiągnięć jest dążenie do utrzymania bądź też podniesienia na tak wysokim poziome, jak jest to możliwe własnych umiejętności, działania te mogą doprowadzić do sukcesu (realizacji  osiągnięcia) lub też niepowodzenia. Sam motyw osiągnięć określany jest niejednokrotnie jako tendencja do współzawodnictwa z czynnikami standardu jakości. 
Składowymi motywacji osiągnięć są:
1. Dążenie do doskonałości odnoszące się do potrzeby wykorzystania wszystkich swoich zdolności w celu osiągnięcia osobistych standardów
2. Etyka pracy, rozumiana jako wewnętrzna potrzeba ciężkiej pracy
3. Dążenie do statusu, oznaczające dążenie jednostki do wspinania się po drabinie społecznej
4. Potrzeba rywalizacji/konkurencji, której istotą jest porównywanie do i wyprzedzanie innych
5. Potrzeba gromadzenia pieniędzy i dóbr materialnych
6. Dążenie do doskonałości

Badania nad zjawiskiem motywu osiągnięć przeprowadzili David McClelland i John Atkinson (1960-1970). Pojęcie to posiada wiele składowych takich jak:
- motyw powodzenia - cechuje się on mocną chęcią współzawodnictwa i mierzenia się z innymi.
- motyw unikania niepowodzenia - strach przed porażką, objawiający się unikaniem sytuacji współzawodnictwa i brakiem wiary we własne możliwości.

Różne koncepcje postrzegania motywacji osiągnięć:
John William Atkinson – motywację osiągnięć określa jako podejmowane przez jednostki działania, mające na celu jego wykonanie, oceniane za pomocą swoistego standardu doskonałości. Aktywności ukierunkowane do zdobycia celu stanowią wypadkową dwóch  krańcowo różnych tendencji (motywacji): tendencja do osiągnięcia sukcesu oraz tendencja do unikania porażki. Jednostka ludzka dąży bądź też unika aktywności zmierzających co osiągnięcia celu, w zależności od tego, która z tych tendencji jest tendencją dominującą. Za ogół przyjmuje się zasadę ukazującą, iż prawdopodobieństwo odniesienia sukcesu jest tym większe im łatwiej jest osiągnąć cel, a pobudka, jaką stanowi sukces jest, tym większa, iż jest on możliwy do osiągnięcia. 
Janusz Reykowski – za cechę motywacji przyjmuje używanie kategorii sukces-niepowodzenie w ramach ujęcia rzeczywistości. Tendencją jest stawianie przed sobą coraz wyższych wymagań, dostrzeganie w otaczającym świecie standardów i usilne dążenie do ich osiągnięcia. Jest to mechanizm pobudzający do rywalizacji zarówno z samym sobą jak z innymi, tak by dążyć do pięcia się w górę.
David McClelland – kluczową rolę w pojęciu motywacji osiągnięć odgrywają emocje. Ich powstawanie stwierdza się, gdy stan oczekiwania a stan rzeczywisty powoduje rozbieżność. Im jest ona większa rodzą się emocje negatywne, odwrotnie w wypadku emocji pozytywnych. Teoria McClellanda stwierdza, iż pragnienie osiągnięcia celu lub wykonania danego zadania lepiej, jest źródłem motywacji.